# Малолітній Олександр Іванович
Олекса́ндр Іва́нович Малолі́тній (нар. 6 вересня 1979, Дніпропетровськ (район Таромське (нині Дніпро), Українська РСР — пом. 12 серпня 2014, під Донецьком) — український військовослужбовець Добровольчого Українського Корпусу, учасник російсько-української війни. Позивний «Мальок».
Загинув на блок-посту під Донецьком на об'їзній трасі поблизу селища залізничної станції Мандрикине.

## Життєпис
Народився в 1979 році в Дніпропетровську. Навчався на електрозварника та водія, працював водієм автобуса.
З початком жорстоких подій на Майдані у Києві, як патріот перебував у горнилі подій. Коли розпочалась російсько-українська війна, в лютому 2014 року приєднався до «Правого сектору», спочатку будував блок-пости. Лише три дні воював у Добровольчому Українському Корпусі, отримав позивний «Мальок».

## Обставини загибелі
Вдень 12 серпня 2014 року, автобус групи бійців ДУК «Правий сектор» потрапив у засідку на блок-посту поблизу Донецька на об'їзній трасі біля залізничної станції Мандрикине. Тоді загинули Величко Володимир Володимирович, Волощук Михайло Володимирович, Зозуля Анатолій Михайлович, Пальгуєв Олександр Сергійович, Мартинов Олександр Олександрович, Мірошніченко Микола Валентинович, Петрушов Олександр Валентинович, Смолінський Леонід Денисович, Суховий Сергій Іванович.
Похований в м. Дніпро на кладовищі «Таромське».
Залишилися батьки та старший брат.

## Нагороди
- У 2018 році нагороджений відзнакою «Бойовий Хрест Корпусу» (посмертно), відзн. № 039, наказ № 124/18 від 1 липня 2018 року[3].
- В 2021 році був нагороджений орденом «За мужність» III ступеня (посмертно)[4].

## Вшанування
- В 2014 році була ініціатива перейменувати вулицю Кірова рідного для Олександра селища Таромського, що входить до Дніпропетровська на вулицю Олександра Малолітнього. Однак, ініціативу про перейменування на честь загиблого в зоні АТО земляки городяни на громадських слуханнях не підтримали через брак коштів[5].
- його портрет розміщений на меморіалі «Стіна пам'яті полеглих за Україну» у Києві: секція 2, ряд 4, місце 32.
- на будівлі школи, яку закінчив, встановлено меморіальну дошку його честі.[6]
- вшановується 12 серпня на ранковому церемоніалі загиблих українських героїв, які загинули в різні роки внаслідок російської агресії.[7]